# 클로스트리디움 아세토부틸리쿰
클로스트리듐 아세토부틸리쿰은 클로스트리디움속(Clostridium)의 한 종으로, 하임 바이츠만이 발견한 세균이다. 전분으로부터 아세톤, 에탄올, 부탄올을 생산할 수 있다.

## 같이 보기
- 아세톤
- 뷰탄올
- 에탄올